# Käthe Köhler
Käthe Köhler   (Hamburg, 10 de novembre de 1913 - valor desconegut) fou una saltadora alemanya que va competir durant la dècada de 1930.
El 1936 va prendre part en els Jocs Olímpics de Berlín, on guanyà la medalla de bronze en la competició de palanca de 10 metres del programa de salts.